# Gare de Aïn Kermes
La gare de Aïn Kermes est une gare ferroviaire algérienne située sur le territoire de la commune de Aïn Kermes, dans la wilaya de Tiaret.

## Situation ferroviaire
Établie à une altitude de 1 095 m, la gare est située au point kilométrique (PK) 101 de la ligne de Saïda à Tiaret, où elle est précédée de la gare de Saïda et suivie de celle de Frenda.
| \| Tiaret Aïn Kermes Frenda \| Localisation de la gare de Aïn Kermes dans la wilaya de Tiaret. |
| Tiaret Aïn Kermes Frenda                                                                       |

## Histoire
La gare est mise en service le 30 janvier 2023 lors de l'inauguration de la ligne de Saïda à Tiaret,.

## Service des voyageurs

### Desserte
La gare est desservie par les trains régionaux de la liaison Sidi Bel Abbès - Frenda.